# El salvatge (pel·lícula de 1952)
El salvatge (títol original: The Savage) és un western estatunidenc en Technicolor de 1952 dirigit per George Marshall. És protagonitzat per Charlton Heston, Susan Morrow i Peter Hansen. Està doblada al català.
Gran part de El salvatge es va rodar als Black Hills de Dakota del Sud. La pel·lícula està basada en la novel·la de L. L. Foreman, The Renegade, publicada per primera vegada el 1949 per Pocket Books.

## Argument
Un noi, Jim Aherne Jr., és l'únic supervivent d'una incursió per part dels indis Crow. Els sioux rescaten en Jim, i el cap el cria com a indi, rebatejant-lo War Bonnet. Quan Jim arriba a la maduresa, es qüestiona la seva lleialtat entre la seva tribu i la seva herència blanca.

## Repartiment
- Charlton Heston - Jim Aherne, Jr./War Bonnet
- Susan Morrow - Tally Hathersall
- Peter Hansen - tinent Weston Hathersall
- Joan Taylor - Luta
- Richard Rober - capità Arnold Vaughant
- Don Porter - Running Dog
- Ted de Corsia - Iron Breast
- Ian MacDonald - cap Yellow Eagle
- Milburn Stone - caporal Martin
- Angela Clarke - Pehangi
- Michael Tolan - Long Mane

## Crítica
Els escriptors de Variety van escriure a la seva ressenya: "Aquesta història de lluites d'indis viatja en cercles bastant tortuosos per relatar una història estàndard [d'una novel·la de LL Foreman]. Tanmateix, té una excel·lent fotografia a l'aire lliure i una gran quantitat d'escenes de lluita. Charlton Heston té un paper bastant confús que obliga la història a viatjar innecessàriament en cercles […] L'interès de la dona és lleuger, amb Susan Morrow com la bella del fort de l'exèrcit. Joan Taylor és la principal competència de Morrow per l'afecte de Heston. Peter Hansen i Richard Rober ho fan bé en els principals papers de blancs, mentre que els indis són retratats amb fermesa per Ian MacDonald i Donald Porter".

## Estrena
El salvatge es va estrenar als cinemes l'1 de setembre de 1952. La pel·lícula va ser llançada en DVD per Paramount Home Media Distribution.